# Meike
Cette page présente le prénom Meike ainsi que ses variantes.
Meike ou Maike est un prénom féminin germanique. C'est un diminutif de Mareike, bas allemand pour « petite Marie ».

## Étymologie
Le nom Maike est issue d’une Déesse légendaire grecque. Son sens littéraire est « Déesse d’Or ». Selon la légende, la Déesse serait tombé amoureuse d’un homme, mais leur amour était impossible à cause de la distance qui les séparait. Pour être plus proche de lui, elle se transformait en tournesol chaque nuit. La Déesse d’Or, après avoir été trahie par cet homme, se transforma à jamais en tournesol et quiconque la piétinera mourrait, ainsi que la personne qu’il aime.

## Variantes
Ses variantes sont :
- danois et suédois : Majken ;
- néerlandais : Maike, Maaike ainsi que Mieke ;
- norvégien : Maiken ;
- polonais : Majka ;
- russe : Maika.

Fêtes : voir Marie.

## Personnalités portant ce prénom
- Maike von Bremen, actrice, chanteuse et présentatrice allemande
- Maike Nollen, kayakiste allemande
- Maike Schrader, joueuse de hockey allemande
- Maike Tatzig, chanteuse et présentatrice allemande
- Maike Wetzel, auteure et metteure en scène allemande

- Meike Babel, joueuse de tennis allemande
- Meike Evers, rameuse allemande
- Meike Freitag, nageuse allemande
- Meike Gottschalk, actrice allemande
- Meike Kämper, footballeuse allemande
- Meike Kröger, athlète allemande, spécialiste du saut en hauteur
- Meike Weber, joueuse de football allemande